# Rhododendron kanehirai
Rhododendron kanehirai é uma espécie de planta da família Ericaceae. Ela originalmente era endémica de Taiwan. Tornou-se extinta na natureza, apesar de ainda existir em forma cultivada.